# Флоренская, Наталия Вадимовна
Ната́лия Вади́мовна Флоре́нская (28 февраля 1956, Запорожье, Украинская ССР, СССР) — советская и российская актриса, известная ролями в фильмах «Алёша» (1980), «Наше призвание» (1981), «4:0 в пользу Танечки» (1982) и других.

## Биография
Родилась в городе Запорожье Украинской ССР, мать — учитель русского языка и литературы. Наталья также получила высшее филологическое образование.
С 1978 по 1982 год училась во ВГИКе, на постановочном (ныне — режиссёрский) факультете, актёрское отделение, мастерская народного артиста СССР профессора А. В. Баталова
В 1980 году сыграла одну из главных ролей (Наташа Мариева) в художественном фильме «Алёша».
С 1986 по 1989 год обучалась в аспирантуре на кафедре актёрского мастерства ВГИК. С 1989 по 1992 работала педагогом по актёрскому мастерству на той же кафедре, мастерские профессора А. В. Баталова и А. В. Ромашина.
С 1990 по 1992 год играла в Новом Драматическом Театре, где исполняла роль Терезы де Ларье в спектакле по пьесе Ростана «Орлёнок» — реж. Борис Львов-Анохин.
С 1992 года работает в Италии, где руководит культурной ассоциацией и театральной компанией «Ла Рибальта». Преподавала актёрское мастерство в театральных и киношколах городах Римини, Риччоне, Имолы, Болоньи и Милана. Снималась в видеоклипах Лауры Паузини и Антонелло Вендитти, в кинофильмах молодых итальянских режиссёров.
В 2001—2002 годах — играла моноспектакль Ж. Кокто «Человеческий голос» на разных театральных площадках Рима.
В качестве театрального режиссёра поставила спектакли: одноактные пьесы А. П. Чехова «Предложение», «Юбилей», «Медведь»; спектакль по рассказам А. П. Чехова, комедию Гольдони «Боттега дель кафе», водевиль Федоу «Сюрпризы развода», французские водевили, а также литературно-музыкальный спектакль по произведениям Андерсена.
Является сценаристом игровых и документальных («Дорога к дому», «Иван») фильмов. Фильм «Дорога к дому» получил приз на Первом Международном фестивале кино- и телепрограмм для семейного просмотра имени Валентины Леонтьевой «От Всей Души» в городе Ульяновске в мае 2008 года.
С 2008 года снимается в российских фильмах и сериалах.

## Фильмография
- 1980 — Алёша — Наташа Мареева, студентка техникума
- 1981 — 34-й скорый — молодая мама с младенцем (в эпизодах)
- 1981 — Наше призвание — Тина Г.
- 1982 — 4:0 в пользу Танечки — Татьяна Ивановна Колосова
- 1984 — Операция Саламандра
- 1985 — Дайте нам мужчин! — Танечка, студентка
- 1988 — Учитель географии
- 1991 — Полтергейст-90 — Лариса
- 2008 — Час Волкова-2, 2-я серия «Гарпия» — Ирина Сергеевна Жихаревская
- 2009 — Час Волкова-3, 3-я серия «Старики» — Житинкина
- 2011 — Заложники любви
- 2011 — Кулагин и партнёры — Надежда Ивановна
- 2011 — Москва. Три вокзала, 50-я серия «Эффект бумеранга» — Елена Сергеевна Иванова
- 2011 — Час Волкова-5, 18-я серия «Страшная сила» — соседка
- 2013 — Лорд. Пёс-полицейский — Марина Лучанская